# Guerras calchaquíes
Las Guerras calchaquíes fueron una sucesión de enfrentamientos bélicos entre indígenas y españoles entre los años 1560 y 1667. Por un lado combatieron los diaguitas que habitaban los Valles Calchaquíes y el valle de Lerma, en Salta y valles montañosos preandinos en Tucumán y Catamarca; sus aliados Omaguacas que habitaban la Quebrada de Humahuaca y el Valle de Jujuy; por el otro, los colonizadores españoles y Gobernadores del Tucumán que dependían del Virrey del Perú, que formaba parte del Imperio Español. En ese mismo período y región fueron fundadas las principales ciudades del actual Noroeste Argentino. Fueron batallas de resistencia y escaramuzas, por parte de los naturales, que derivaron en el fracaso o traslado de algunas fundaciones españolas (ciudades del Barco I, II y III, Córdoba del Calchaquí, Cañete, primera y segunda fundación de Jujuy - San Francisco de Álava y Ciudad de Nieva). Tuvieron lugar donde se encuentran hoy las provincias de Jujuy, Salta, Tucumán, Catamarca y La Rioja. Se agravó por reclamos jurisdiccionales entre la Capitanía General de Chile, que había participado de algunas fundaciones, otorgado mercedes y tierras, y el Virreinato del Perú, que quería consolidar la recientemente creada Gobernación del Tucumán, como es el caso de la Tercera Guerra Calchaquí.

## Contexto
Durante el período inicial de la conquista los españoles habían logrado dominar alrededor de la mitad de los territorios pertenecientes a la civilización andina austral, en su mayoría pueblos pertenecientes a la Cultura Santa María, unidos por unas pocas lenguas comunes, de las cuales el cacán era la más austral y más extendida. No obstante, no habían logrado controlar ni la Quebrada de Humahuaca, habitada por los omaguacas, ni los Valles Calchaquíes, al sur de aquella, pobladas por la parcialidad de los cacanes a los que posteriormente se llamaría calchaquíes. Las otras fracciones de los cacanes suelen ser agrupados en pulares, al norte y este de los calchaquíes, centrados especialmente en el Valle de Lerma y los diaguitas propiamente dichos, que poblaban una extensa área al sudeste de aquéllos, que incluía casi la totalidad de las actuales provincias de Catamarca y La Rioja. Al sur de éstos, los capayanes parecen haber sido gente de habla cacana pero de un origen cultural más ligados a los huarpes de Cuyo. A estos se les suman otras parcialidades no pertenecientes al grupo de habla cacana, pero culturalmente muy similares, como los ocloyas —una parcialidad con alrededor de 2000 miembros— y los omaguacas de la actual provincia de Jujuy.
Todos estos pueblos, llamados genéricamente diaguitas —nombre que, en sentido estricto, pertenece a los que poblaban el oeste de las actuales provincias de Catamarca y La Rioja—, estaban organizados en una gran cantidad de señoríos agroalfareros independientes, cada uno de ellos en torno a una ciudad. En caso de amenazas a su integridad, grupos de estos pueblos formaban confederaciones; ante la amenaza extrema que significó la conquista española de la Gobernación del Tucumán, formaron grandes confederaciones semipermanente, que en ocasiones llegaron a reunir grupos desde Tarija al norte hasta más al sur que La Rioja.
Los pulares, capayanes y algunos grupos menores como los yacampis fueron sometidos fácilmente, los diaguitas con alguna dificultad más, y los omaguacas y calchaquíes no lo fueron en absoluto, al menos hasta los años 1580. Y justamente por ello, decenas de miles de familias e individuos que huían de la servidumbre a que los sometían los españoles se refugiaron en la Quebrada y los Valles; en estos últimos fue una de las pocas regiones que aumentaron su población tras la llegada de los españoles, llegando a ser unas 12 500 personas —2500 indios tributarios— según Sotelo Narváez (1583). Mientras los pulares y los diaguitas vivían en terrenos abiertos, donde los españoles pudieron establecer ciudades, los calchaquíes vivían enclavados entre altas montañas, en un territorio agreste, difícil de atacar y relativamente fácil de defender; es posible que la población de los valles haya aumentado con indígenas huidos de los territorios controlados por los españoles establecidos en las ciudades de la Gobernación del Tucumán.
La forma de llamar a los indígenas de parte de los españoles varió bastante en el tiempo: el nombre de "calchaquíes" les fue dado tras el primer gran alzamiento, protagonizado por el curaca Juan Calchaquí, y de la etnia pasó a darle nombre a los valles en los que habitaban. El nombre de paziocas se usó bastante durante un tiempo, para llamar a un grupo mal definido de pueblos de habla cacana. Cada parcialidad, además, llevaba un etnónimo propio, con el que se denominaba tanto a la ciudad como al pueblo que la habitaba: así, los habitantes de Quilmes eran llamados quilmes, los de Tolombón eran los tolombones, y los de Tilcara eran llamados tilcaras o fiscaras.
Los españoles iniciaron la conquista del territorio del Tucumán justamente por los Valles Calchaquíes, donde por tres veces intentaron fundar ciudades: El Barco en 1551, Córdoba de Calchaquí en 1559, y Nuestra Señora de Guadalupe de Calchaquí en 1631. Todas ellas fracasaron ante la hostilidad de sus habitantes, que permanecieron de hecho independientes del dominio español. Si bien los españoles aspiraban a conquistar toda la región y someter a todos sus habitantes, las zonas que no lograban conquistar —los Valles Calchaquíes y la Quebrada de Humahuaca— tenían una enorme importancia estratégica, ya que formaban las puertas de entrada al Tucumán desde el Perú. Sin esas dos zonas, la comunicación con el norte dependía de dos estrechos corredores muy difíciles de defender, uno al norte y el otro al oeste de los Valles Calchaquíes.

## Primera Guerra Calchaquí
En 1559, el gobernador Juan Pérez de Zurita fundó la ciudad de Córdoba de Calchaquí; esperaba poder someter a los indígenas a la encomienda, pero éstos se defendieron enérgicamente. El capitán Julián Cedeño capturó a un curaca llamado Chumbicha, y Zurita lo utilizó para negociar con su hermano, el curaca del pueblo de Tolombón, llamado Calchaquí; este aceptó bautizarse como parte de las negociaciones, adoptando desde entonces el nombre de Juan Calchaquí.
Pero una vez que hubo comprendido la naturaleza violenta, despótica y asimétrica de la institución de la encomienda, Calchaquí se lanzó al ataque contra los españoles, expulsándolos de las tres ciudades fundadas por Zurita: Córdoba de Calchaquí, Londres en la actual provincia de Catamarca y Cañete. Tras la destrucción por los omaguacas de la ciudad de Nieva, la actual San Salvador de Jujuy, la totalidad de la población española del Tucumán fue obligada a reunirse en su capital, Santiago del Estero, por lo que la historiografía hispanoamericana ha considerado a esta guerra como "una de las mayores tragedias de nuestra historia".
En 1563, el Rey de España decretó la separación del Tucumán de la Capitanía General de Chile, de la cual hasta entonces había dependido. El primer gobernador tucumano, Francisco de Aguirre, prefirió no atacar los Valles, sino rodearlos de nuevas fundaciones: así refundó Londres cerca de la actual Andalgalá y fundó San Miguel de Tucumán en el sitio conocido como Ibatín y Esteco en el norte, de modo de impedir la expansión de la rebelión calchaquí hacia otras áreas.
Reconquistada su independencia, los pueblos de los Valles Calchaquíes dejaron de lado la autoridad de Juan Calchaquí, y esta desunión les impidió conservar el efímero control que habían logrado a algunas localidades fuera de su territorio. El gobernador Gonzalo Abreu de Figueroa lanzó cuatro ataques sobre los Valles, que no lograron someter a los indígenas pero desnudaron la pérdida de poder ofensivo de Calchaquí.

## La rebelión de Viltipoco
La fundación de la ciudad de Salta en 1582 obligó a los pulares a someterse a la encomienda, mientras que Juan Ramírez de Velasco fundó las ciudades de La Rioja y San Salvador de Jujuy. Mientras los diaguitas se sometieron sin mucha resistencia a los habitantes de La Rioja y Londres, los indígenas de la actual provincia de Jujuy se rebelaron en 1594 contra la ciudad de Jujuy. El cacique del pueblo de Purmamarca, llamado Viltipoco, reunió un ejército de hasta 10 000 guerreros de la Quebrada de Humahuaca, puso sitio a la ciudad de Jujuy y amenazó la ciudad de Salta. No todos sus guerreros pertenecían a la etnia omaguaca, y una parte importante parece haber sido de pulares y calchaquíes. A esta rebelión se alió el curaca de los ocloyas, llamado Laisa, radicado cerca de la actual Perico, que sitió Jujuy desde el sur.
La situación era especialmente crítica para los españoles, ya que les cortaba toda relación con el Alto Perú, región de la que provenían los refuerzos y armamento que podían llegar a recibir.
Los españoles resistieron exitosamente el ataque de Laisa, que huyó hacia territorios controlados por los chiriguanos, a quienes fracasó en unir a la rebelión. El fundador de Jujuy, Francisco de Argañaraz y Murguía se infiltró a continuación en la Quebrada de Humahuaca y atacó por sorpresa el campamento enemigo, matando a los principales jefes y capturando a Viltipoco, que fue llevado a San Salvador de Jujuy y luego a Santiago del Estero, donde murió en prisión algunos años después.

## Segunda Guerra Calchaquí: el "Gran Alzamiento"
La situación de los indígenas encomendados era muy dura, pero la escasez de españoles en el Tucumán les permitía un cierto grado de autonomía. Cuando el gobernador Felipe de Albornoz llegó a Santiago del Estero a asumir su cargo, los curacas de los pueblos de indios enviaron sus representaciones a saludarlo, de acuerdo a una tradición que llevaba ya varias décadas. Entre ellos iban 200 indígenas diaguitas de Hualfín, con quienes el gobernador se disgustó y castigó mandándolos azotar y cortar el cabello; este último era el máximo insulto que se le podía hacer a un hombre de esa comunidad, de modo que el curaca de Hualfín, de nombre Chalimín —también citado como Chelemín— inició un alzamiento contra los españoles. A su convocatoria, los distintos pueblos intercambiaron flechas como símbolo de alianza y expulsaron o mataron a sus encomenderos. Las comunidades que participaron más activamente fueron los diaguitas de las actuales provincias de Catamarca y La Rioja, pero también tomaron parte de ella los calchaquíes, pulares y olongastas.
El alzamiento se inició en julio de 1630, con la matanza del encomendero Juan Ortiz de Urbina y su familia en el pueblo de Malcachisco, y a continuación hubo otros alzamientos en otras localidades. El gobernador Albornoz respondió con rapidez desde Salta, donde se encontraba, y dirigió una rápida expedición con doscientos españoles y trescientos indígenas hacia los Valles Calchaquíes, donde en mayo de 1631 fundó una ciudad que llamó Nuestra Señora de Guadalupe de Calchaquí, aunque se limitó a construir un fuerte. Satisfecho de la pacificación que había logrado en los Valles, regresó a Santiago del Estero, pero poco después le llegaron las noticias de un ataque al fuerte de Guadalupe en que habían sido muertos la mayoría de sus ocupantes, y otro en las cercanías de Londres, donde habían sido muertos once españoles.
Albornoz intentó una nueva campaña, pero antes de que esta diera resultado llegaron noticias de nuevos ataques en Londres y en la estancia de Pipanaco. El capitán Salvador Correa de Saá logró someter a los indígenas del valle de Aconquija, cuyos guerreros fueron capturados y ejecutados en San Miguel de Tucumán. Pero una expedición en auxilio de Guadalupe fue destrozada y el fuerte debió ser abandonado. Por su parte, Chalimín inició ataques masivos contra la ciudad de Londres, en la que causó grandes bajas y a la que privó de casi todo su ganado y caballos, además de cortar la provisión de agua. El teniente de gobernador Luis de Cabrera se vio obligado a evacuar la ciudad, y toda la población huyó hacia La Rioja.
En diciembre de 1631, Cabrera intentó atacar a los indígenas reunidos en Machigasta, pero fue derrotado y los diaguitas pusieron sitio a La Rioja, a la que atacaron violentamente por tres veces, aunque sin lograr su destrucción. Cabrera fortificó entonces la quebrada por donde llegaba el agua a la ciudad, y envió al capitán Gregorio de Luna hacia la sierra de Los Llanos a perseguir a los indios del pueblo de Atiles —de la etnia olongasta— a quienes causó gran cantidad de bajas. Un nuevo ataque en el fuerte de la toma de agua terminó en una matanza de indígenas. Un refuerzo venido desde San Miguel a través del valle de Catamarca alivió la situación angustiante que vivía La Rioja.
El gobernador de Chile, Francisco Laso de la Vega, envió un contingente a ayudar a los españoles del Tucumán; en el camino derrotó a los indígenas que se habían sublevado en San Agustín del Valle Fértil y desde allí marchó hacia Guandacol, donde mató a muchos indígenas y capturó a sus mujeres y niños, regresando luego a Chile.
El teniente de gobernador Cabrera marchó hacia Famatina y Guandacol, encontrando los pueblos vacíos: las parcialidades indígenas se habían retirado hacia el norte; de modo que atacó en el destruido pueblo de Tinogasta, donde obtuvo primero una victoria y consiguió capturado al cacique calchaquí Coronilla —que fue ejecutado por descuartizamiento— pero luego fue derrotado y obligado a regresar a La Rioja. Pese a que Chalimín permanecía en armas, consideró que había logrado pacificar la jurisdicción de La Rioja.
La Real Audiencia de Charcas decidió relevar del mando militar a Albornoz y reemplazarlo por Antonio de Ulloa, que además reemplazaría al gobernador por un año en sus funciones civiles. A fines de marzo de 1633, Ulloa hizo una entrada con 270 españoles y 500 indios yanaconas a los Valles Calchaquíes, donde logró causar algunos daños y destruir sus propias cabalgaduras, por lo que se vio obligado a regresar a Salta. Por su parte, Cabrera atacó desde La Rioja los pueblos del oeste de la sierra de Ambato, logrando someter a Saujil, Pisapanaco, Mutquín y Colpes. El 15 de septiembre de 1633 refundó la ciudad de Londres, en Pomán, con todas las formalidades de la ley, y donde obligó a asentarse a quienes habían huido de la ciudad anterior hacia La Rioja.
Para retomar posesión del territorio, los españoles aplicaron una política de terror, colocando en los caminos de cuerpos ahorcados y mutilados, cabezas cortadas en picas y ejecuciones públicas atroces, con descuartizamientos y exhibición de miembros mutilados.
A principios de 1634, el gobernador Albornoz tomó nuevamente el mando de la guerra y refundó Guadalupe de Calchaquí. Cabrera, disgustado con el gobernador, abandonó el mando de las tropas, que pasaron a ser comandadas por Pedro Ramírez de Contreras, teniente de gobernador de Londres. Chalimín atacó Famatina, con lo que lo único que logró fue atraer al grueso de las tropas españolas en su persecución.
Tras un primer ataque infructuoso, Ramírez de Contreras persiguió a Chalimín y a sus hombres durante dos años, fundando entre medio el fuerte del Pantano en Machigasta y el de San Felipe de Andalgalá. Finalmente, en 1637 ingresó al valle de Hualfín y logró capturar a Chalimín, que fue ahorcado y descuartizado. Los sobrevivientes huyeron a los Valles Calchaquíes.
Por su parte, el gobernador Albornoz hizo una campaña prolongada en los Valles Calchaquíes, en que no hubo grandes batallas pero logró hostigar a los indígenas lo suficiente como para que se sometieran a la encomienda. No fundó ciudades, y los jesuitas fundaron dos misiones permanentes en Santa María y San Carlos. Una vez rendida la resistencia en los Valles, Albornoz volvió sobre los hualfines, dirigidos por el hijo de Chalimín, y los derrotó y apresó. Desde allí, los cuatrocientos hualfines y abaucanes sobrevivientes fueron enviados a la ciudad de Córdoba en carácter de encomendados.
El resultado de los siete años de guerra fue una gran cantidad de muertos entre los indígenas, que además debieron admitir su completo sometimiento a la encomienda, al menos en la región diaguita. Los Valles Calchaquíes fueron sometidos a una encomienda más nominal que real, y ejercieron como refugio a los indígenas huidos desde el sur.

## Tercera guerra calchaquí
La tercera guerra calchaquí se extendió por ocho años (1658-1667). Esta guerra tuvo la particularidad de que, en sus inicios, actuó un aventurero andaluz, Pedro Bohórquez, quien sostenía ser inca, el Inca Hualpa, fue aceptado como líder militar por los paziocas. Bohórquez maniobró con astucia, obtuvo incluso el apoyo de los jesuitas y organizó un sólido ejército indígena de 6000 guerreros con el que mantuvo el control de la región durante varios años. Sin embargo en 1659 se entregó a los españoles con la intención de ser indultado, quienes lo enviaron a Lima y finalmente lo ejecutaron mediante la horca. La confederación continuó la guerra dirigida por José Henríquez. Al ser vencido el señorío de los quilmes en 1665, que condujo la tercera guerra, los españoles dispusieron su completo desarraigo y deportación a los pagos pampeanos, cercanos a Buenos Aires, de sus 11 000 miembros donde finalmente desaparecieron como etnia. En ese lugar hoy se levanta la ciudad de Quilmes. La guerra terminó el 2 de enero de 1667 al caer el último bastión diaguita (el de los acalianes o calianos) localizado en Amaicha del Valle. Los valles quedaron despoblados y la economía de Tucumán seriamente afectada por décadas. Respecto de los deportados, rápidamente perdieron población por las enfermedades (al tener mayor contacto con los europeos) y fugas. En 1812 la reducción fue abolida por el gobierno revolucionario, quedando en sus manos la mayoría de la tierra y fundándose una villa.